# غيوسبينا ليون
غيوسبينا ليون (بالإيطالية: Giuseppina Leone)‏ هي منافسة ألعاب القوى إيطالية، ولدت في 21 ديسمبر 1934 في تورينو في إيطاليا.

## وصلات خارجية
- غيوسبينا ليون على موقع الاتحاد الدولي لألعاب القوى (الإنجليزية)
- غيوسبينا ليون على موقع أوليمبيديا (الإنجليزية)
- غيوسبينا ليون على موقع اللجنة الأولمبية الإيطالية (الإيطالية)